# Clusia silvicola
Clusia silvicola är en tvåhjärtbladig växtart som beskrevs av Nathaniel Lord Britton. Clusia silvicola ingår i släktet Clusia och familjen Clusiaceae. Inga underarter finns listade i Catalogue of Life.